# Seznam ameriških vojaških zaporov
Seznam ameriških vojaških zaporov.
- United States Disciplinary Barracks, Leavenworth, Kansas
- Air Force Regional Confinement Facility, Edwards AFB, Edwards Air Force Base, Kalifornija
- Air Force Regional Confinement Facility, Kirtland AFB, Kirtland Air Force Base, Nova Mehika
- Air Force Regional Confinement Facility, Lackland AFB, Lackland Air Force Base, Teksas
- Army Regional Confinement Facility, Fort Carson, Fort Carson, Kolorado
- Army Regional Confinement Facility, Fort Lewis, Fort Lewis, Washington
- Army Regional Confinement Facility Europe, Mannheim, Nemčija
- Army Regional Confinement Facility, Fort Knox, Fort Knox, Kentucky
- Army Regional Confinement Facility, Fort Sill, Fort Sill, Oklahoma
- Naval Consolidated Brig, Charleston, Charleston, Južna Karolina
- Naval Consolidated Brig, Miramar, San Diego
- Navy Brig, Pearl Harbor, Havaji
- Navy Brig, Puget Sound, Washington
- Marine Corps Brig, Camp Pendleton, Camp Pendleton, Kalifornija
- Marine Corps Brig, Camp Hanson, Camp Hanson, Okinava, Japonska
- Marine Corps Brig, Quantico, Quantico, Virginija
- Marine Corps Brig, Camp Lejeune, Camp Lejeune, Severna Karolina
- Portsmouth Naval Prison, Portsmouth Naval Shipyard, Portsmouth, New Hampshire (zaprt)